# Rasdiskrimineringskonventionen
Rasdiskrimineringskonventionen eller FN:s konvention om avskaffande av alla former av rasdiskriminering är en konvention antagen av Förenta nationerna riktad mot all rasdiskriminering, segregation och rasism. Den antogs i av generalförsamlingen den 21 december 1965 och skrevs  den 7 mars 1966. Anslutna nationer har förbundit sig att avskaffa rasdiskriminering, förbjuda diskriminerande praxis och hets mot folkgrupp, göra det straffbart att sprida idéer grundade på teorier om rasöverlägsenhet och att förbjuda organisationer som verkar för rasism. Konventionen trädde i kraft Finland 1970 och i Sverige 1972.